# Арно Клеман
Арно Клеман (на френски: Arnaud Clément) е френски тенисист.

## Биография
Арно Клеман е роден на 17 декември 1977 г. в Екс ан Прованс, Франция, в семейството на Анри Клеман и Мария Мишел. Започва да играе тенис на седемгодишна възраст с по-големия си брат Бруно, който по-късно става негов треньор. Баба му е ливанка. Живее в Женева, Швейцария.

## Кариера
Арно Клеман става професионалист през 1996 г. и постига връхната си точка в кариерата си на Откритото първенство на Австралия през 2001 г., достигайки до финала на сингъл при мъжете, където е победен от Андре Агаси. По пътя Клеман побеждава тогава непоставения бъдещ номер 1 в света Роджър Федерер и бившия номер 1 в света Евгени Кафелников. Достига най-високо класиране в кариерата си като номер 10 на сингъл през април същата година. С партньора си на двойки мъже Микаел Льодра печелят Уимбълдън през 2007 г. и две Мастърс титли.
Капитан е на Франция за Купа Дейвис от 2013 г. до 2015 г.

## Кариерна статистика

#### Финали на турнири отГолям шлем(1)
| година | турнир       | съперник    | резултат      |
| ------ | ------------ | ----------- | ------------- |
| 2001   | ОП Австралия | Андре Агаси | 4–6, 2–6, 2–6 |

### ATP финали (4 титли; 11 финала)
|        | П–З | Година | Турнир               | Клас           | Настилка   | Опонент           | Резултат           |
| ------ | --- | ------ | -------------------- | -------------- | ---------- | ----------------- | ------------------ |
| Загуба | 0–1 | 1999   | Оупън 13             | Световни серии | Твърда (з) | Фабрис Санторо    | 3–6, 6–4, 4–6      |
| Победа | 1–1 | 2000   | Сюд дьо Франс Оупън  | Международни   | Килим (з)  | Патрик Рафтър     | 7–6(7–2), 7–6(7–5) |
| Загуба | 1–2 | 2001   | ОП Австралия         | Голям шлем     | Твърда     | Андре Агаси       | 4–6, 2–6, 2–6      |
| Загуба | 1–3 | 2002   | Росмален Чемпиъншипс | Международни   | Трева      | Шенг Схалкен      | 6–3, 3–6, 2–6      |
| Загуба | 1–4 | 2003   | Росмален Чемпиъншипс | Международни   | Трева      | Шенг Схалкен      | 3–6, 4–6           |
| Победа | 2–4 | 2003   | Мозел Оупън          | Международни   | Твърда (з) | Фернандо Гонсалес | 6–3, 1–6, 6–3      |
| Загуба | 2–5 | 2003   | Сюд дьо Франс Оупън  | Международни   | Килим (з)  | Райнер Шютлер     | 5–7, 3–6           |
| Победа | 3–5 | 2006   | Оупън 13             | Международни   | Твърда (з) | Марио Анчич       | 6–4, 6–2           |
| Победа | 4–5 | 2006   | Вашингтон Оупън      | Международни   | Твърда     | Анди Мъри         | 7–6(7–3), 6–2      |
| Загуба | 4–6 | 2007   | Нотингам Оупън       | Международни   | Трева      | Иво Карлович      | 6–3, 4–6, 4–6      |
| Загуба | 4–7 | 2010   | Окланд Оупън         | 250 серии      | Твърда     | Джон Иснър        | 3–6, 7–5, 6–7(2–7) |